# خوآن سیچلو
خوآن مانوئل سیچلو بازیکن سابق و مربی فعلی والیبال اهل آرژانتین است.

## حرفه ای
خوآن مانوئل سیچلو متولد آرژانتین و تحصیل کرده سان مارتین کالج است. سیچلو در رده زمان بازیکنی، در تیم‌های بوکاجونیورز و ریورپلات توپ زد. سیچلو در سال ۲۰۰۵ مربی تیم ویلاماریا در لیگ آرژانتین بود و از سال ۲۰۰۶ هدایت تیم‌های ملی نوجوانان و جوانان آرژانتین را بر عهده گرفت و طی یک سال تمرین، نوجوانان را به چهارمی قهرمانی جهان و جوانان را به پنجمی قهرمانی جهان رساند. سیچلو در ادامه به هدایت تیم ملی جوانان آرژانتین ادامه داد و مدال برنز ۲۰۰۹ و نقره ۲۰۱۱ قهرمانی جهان را بر گردن آویخت. سیچلو در این بین با تصمیم فدراسیون آرژانتین پس از قطع همکاری با جان اوریارته هنوز در انتخاب سرمربی تیم به نتیجه نرسیده بود و تصمیم گرفت سیچلو را به عنوان سرمربی تیم ملی در سال ۲۰۰۸ به مسابقات کاپ آمریکا اعزام کند. او در این مسابقات تیم ملی والیبال آرژانتین را به مقام چهارم دست رسانید و پس از آن، خاویر وبر جایگزین وی شد. وی از سال ۲۰۱۱ تا پایان لیگ جهانی ۲۰۱۳ کمک مربی و دستیار اول خولیو ولاسکو در تیم ملی ایران بود. همچنین وی در سال ۱۳۹۰ به مدت یک ماه سرمربی تیم گیتی پسند بود. در سال ۲۰۱۲ با معرفی ولاسکو به سرمربیگری تیم مولفتا در سری آ۲ ایتالیا درآمد. او موفق شد مولفتا را در فصل ۱۳–۲۰۱۲ به سری آ صعود بدهد و در فصل ۱۴–۲۰۱۳ نیز هدایت این تیم را بر عهده داشته باشد. پس از آن سیچلو سرمربی تیم ملی والیبال قطر شد. وی توانست رتبه تیم قطر را در مسابقات قهرمانی آسیا ۲۰۱۵ از ۱۱ام به ۴ام بهبود دهد. وی همچنین توانست رتبه تیم قطر را در رنکینگ جهانی از ۴۹ام به ۴۶ام بهبود ببخشد. وی در سال ۲۰۱۵ قرارداد جدیدی را با فدراسیون والیبال ایران برای دستیاری رائول لوزانو امضا کرد و همزمان به عنوان مربی تیم ملی امید فعال بود و بعد از یک سال استعفا داد. 